# 265594 Keletiágnes
(265594) Keletiágnes, denumire internațională (265594) Keletiagnes, este un asteroid din centura principală de asteroizi.

## Descriere
265594 Keletiágnes este un asteroid din centura principală de asteroizi. A fost descoperit pe 5 septembrie 2005 la Piszkesteto de Krisztián Sárneczky. Asteroidul prezintă o orbită caracterizată de o semiaxă mare de 2,38 ua, o excentricitate de 0,17 și o înclinație de 2,7° în raport cu ecliptica.